# Nepoznavanje prava škodi
Nepoznavanje prava škodi (latinsko ignorantia iuris nocet) je pravna fikcija, da posamezniki poznajo pravna pravila. Če jih kršijo in se zoper njih sproži pravovarstveni postopek (recimo kazenski postopek), se ne morejo izgovarjati, da pravnega pravila niso poznali in da niso vedeli, da delajo kaj narobe.
Fikcija temelji na dejstvu, da morajo biti pravna pravila vnaprej (tj. pred začetkom veljave) objavljena v uradnem glasilu (glej Uradni list) in dostopna vsem, da se seznanijo z njimi. Obdobje od objave do začetka veljave zakona - redoma 15 dni, lahko več, izjemoma redko manj - se imenuje vacatio legis.
Izjem je malo (opravičljiva pravna zmota v kazenskem pravu).